# Columbian Football Club
Il Columbian Football Club è stata una società calcistica argentina di Buenos Aires, fondata nel 1910 e sciolta nel 1919.

## Storia
La società venne fondata a Buenos Aires nel 1910 con il nome Pontevedra Sporting Club; già l'anno successivo mutò denominazione, divenendo Hispano Argentino. I primi colori sociali furono il verde e il bianco: entrato a far parte della Federación Argentina de Football, esordì in massima serie nella Primera División 1913, chiudendo al sesto posto su 10 squadre. Nel 1914 giunse 5º in classifica; nello stesso anno esperì un incremento di soci, dovuto all'arrivo di alcuni dei membri dell'Argentino de Quilmes che passarono all'Hispano Argentino. Una volta riunitesi le due federazioni calcistiche esistenti, prese parte alla Copa Campeonato 1915, finendo 17º su 25. Nel 1916 cambiò nome in Columbian Football Club, continuando la militanza in massima serie: arrivò al 16º posto nella Copa Campeonato 1916. Nel torneo del 1917 migliorò la propria posizione, terminando 14º; nel campionato 1918 sfiorò la retrocessione, evitandola per 2 punti (15 contro i 13 del Ferro Carril Oeste penultimo classificato). Nel 1919 il club si sciolse in seguito alla fusione con lo Sportivo Almagro.